# Das Feuerschiff
Das Feuerschiff è un film del 1963 diretto da Ladislao Vajda.

## Riconoscimenti
- Lola al miglior film 1963